# Udaj
Udaj (ukrajinsky Удай) je řeka v Černihivské a v Poltavské oblasti na Ukrajině. Je 327 km dlouhá. Povodí má rozlohu 7030 km².

## Průběh toku
Pramení v Podněperské nížině a skrze ní také protéká. Ústí zprava do Suly v povodí Dněpru.

## Vodní režim
Zdrojem vody jsou převážně sněhové srážky. Průměrný průtok ve vzdálenosti 39 km od ústí je 9,4 m³/s. Zamrzá v listopadu až na začátku ledna a rozmrzá v březnu až v polovině dubna.

## Využití
Na řece leží města Pryluky a Pyrjatyn.